# Lope de Acuña y Avellaneda
Don Lope de Acuña y Avellaneda (Valladolid, 1529-1573), soldado del Arma de Caballería de los Tercios españoles durante la época de Felipe II.

## Biografía
Hasta 1555 fue gobernador de varias ciudades del Milanesado (Mortara, Pontestura, Valenza del Po y de Alessandria), así como de la recién conquistada ciudad toscana de Siena; general de la Caballería y Maestre de Campo de los tercios de la Liga de Lombardía en Italia (1555-57); lugarteniente general de Caballería del ejército de Flandes (1557-73), donde muere a la temprana edad de 44 años.
Dicen de uno de los soldados preferidos del Gran Duque de Alba.
Hijo de Juan de Acuña y Sarmiento, Señor de Renedo, por lo que era bisnieto del I Conde de Buendía, don Pedro Vázquez de Acuña. Su madre fue Constanza de Abellaneda.
Casó con Isabel de Lompre, natural de Tornay (Flandes), con la que parece no tuvo hijos. Sin embargo, si tuvo una hija natural llamada Constanza de Acuña y Avellaneda, que casó con Don Diego Sarmiento de Acuña (1567-1626), I conde de Gondomar.